# Iago ap Beli
Iago ap Beli (overleden ca. 616) was koning van Gwynedd. Er is weinig over hem bekend, maar zijn sterfjaar (615-616) komt overeen met het jaar van de Slag bij Chester, een veldslag tussen Aethelfrith van Northumbria, en Selyf ap Cynan van Powys, dus mogelijk is hij in die veldslag gesneuveld. Iago was de vader van Cadfan ap Iago, en dus de grootvader van Cadwallon ap Cadfan.